# Barnängens Tekniska Fabrik

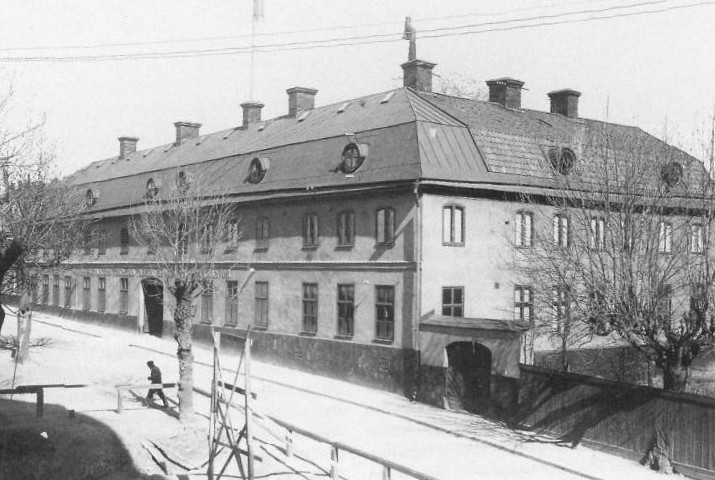
Fabriksbyggnaden vid Bondegatan kring sekelskiftet 1900

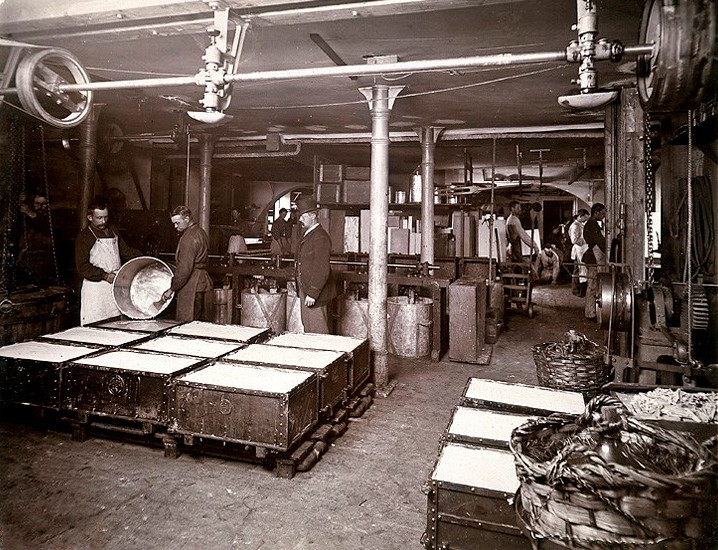
Interiör Barnängens tekniska fabrik 1894

Barnängens Tekniska Fabrik var ett svenskt kemi-tekniskt företag. Det är främst känt för sina tvålar, som började tillverkas 1868. Varumärket existerar fortfarande och har en stark ställning på den svenska marknaden för fasta tvålar.

## Historik

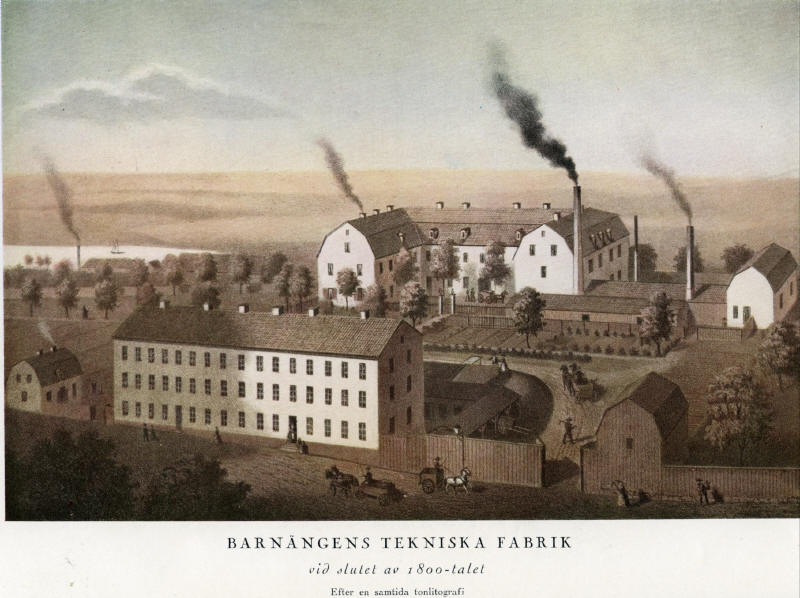
Barnängens Tekniska Fabrik vid slutet av 1800-talet, efter en samtida tonlitografi.

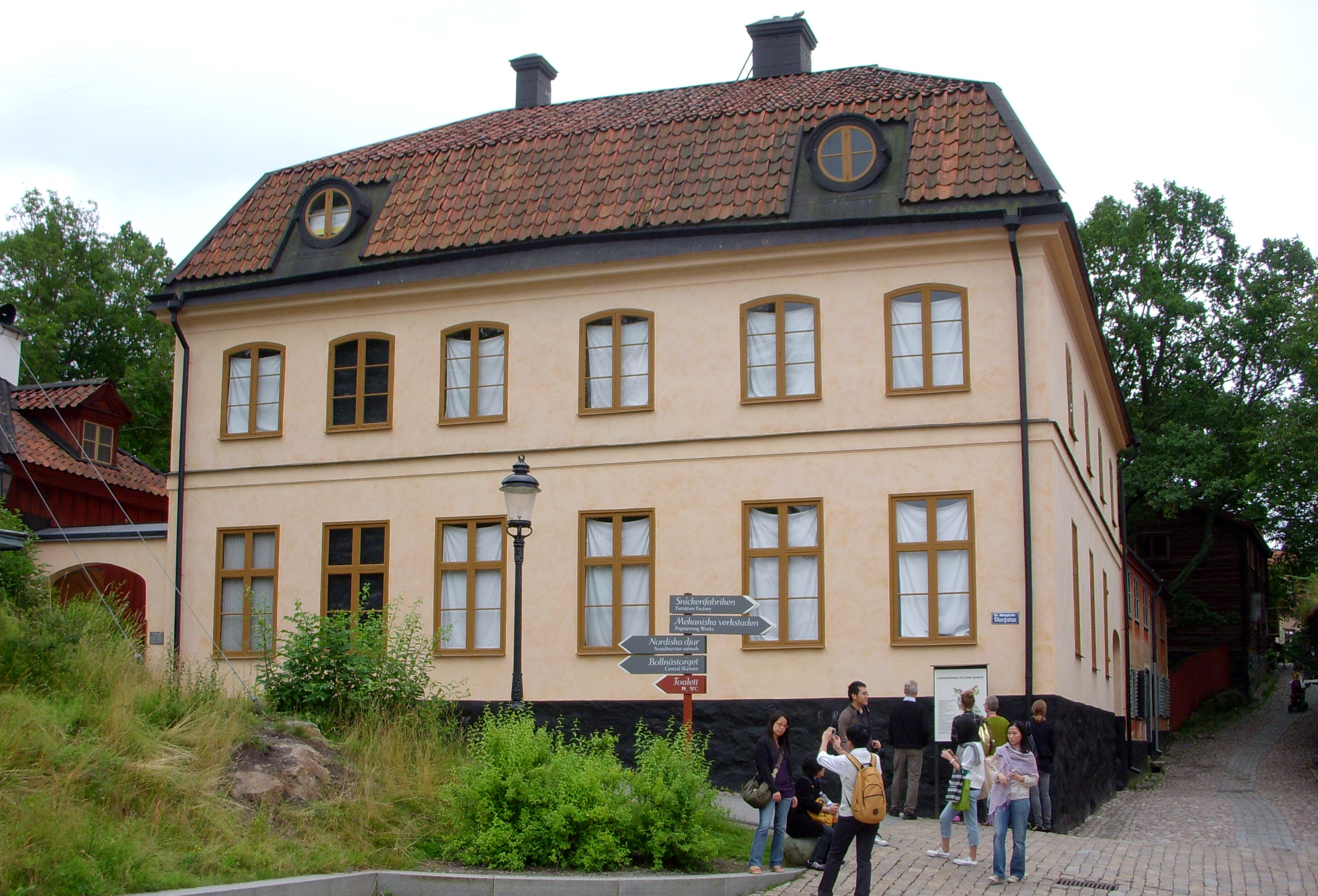
Tottieska malmgården flyttades till Skansen 1935. Gården, som låg på Bondegatan 59, inrymde Barnängens Tekniska Fabrik, kontor och disponentbostad.

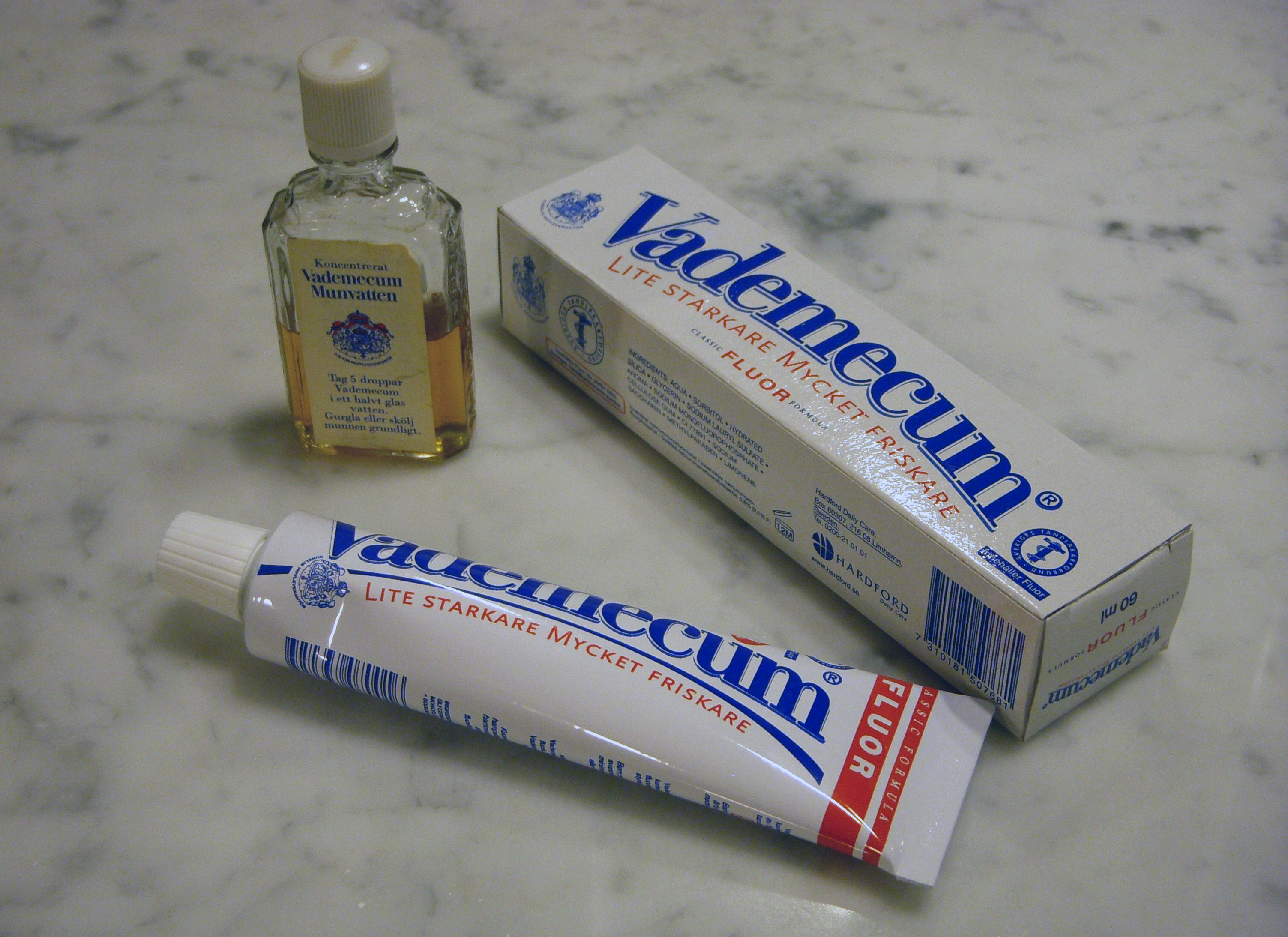
Vademecum munvatten och tandkräm. Munvattnet Vademecum började tillverkas 1897 av Barnängen.

### Fabriken grundades på Södermalm 1868
Företaget Barnängens Tekniska Fabrik grundades på Södermalm 1868 av Johan Wilhelm Holmström (1832-1886) och låg ursprungligen i Tottieska malmgården (som delvis flyttades till Skansen 1935) vid Bondegatan på Södermalm i Stockholm. En donation möjliggjorde att Tottieska malmgården, den del av gården som under så många år inrymt Barnängens Tekniska Fabrik, kontor och disponentbostad, och som låg på Bondegatan 59, kunde flyttas upp till Stockholmskvarteret på Skansen sommaren 1935. Det är den gula tvåvånings hörnbyggnad av sten som ligger i stadskvarteret alldeles intill Hasselbacksporten. Tottieska gården har fått sitt namn efter dess byggherre Charles Tottie, som var en av Sveriges förmögnaste köpmän på 1700-talet.
Johan Wilhelm Holmström bildade 1868 den firma som blev grunden till det framtida Barnängen. Företaget fick sitt namn efter området Barnängen på Södermalm då den första fabriken låg på Stora Bondegatan 39. Namnet Barnängens tekniska fabrikers AB tillkom 1885 i samband med att bolaget ombildades till aktiebolag. Under verksamhetens början skedde all tillverkning för hand och fabriken sysselsatte ett dussintal familjer och två verkmästare. Johan Wilhelm Holmström var en omtänksam arbetsgivare som var före sin tid. Han såg till att de anställda fick fri läkarvård, tillgång till medicin, anständiga arbetstider och semester. Redan då tog Barnängen ett stort socialt ansvar, både för de anställda och för miljön. Arbetsvillkoren var förmånliga och före sin tid, redan 1870 fick anställda fri medicin och läkarvård.
I början tillverkades bland annat bläck och lyxig Eau de Cologne. Barnängen började 1873 tillverka tvål och 1897 munvattnet Vademecum (efter latinets gå med mig). Då Barnängens berömda tvål började tillverkas 1873 skedde all tillverkning från början för hand och det tog upp till tio dagar innan tvålen blev klar. Barnängens grundläggande värderingar om sina produkter är att de ska vara "naturligt, vårdande, renhet och ärlighet". Tre år senare, år 1876, blev Barnängen Kunglig Hovleverantör, vilket de är än idag (Henkel Norden AB).

### Fabriken flyttades till Alvik i västra Stockholm 1930
År 1929 köpte Barnängen Lars Monténs ljusfabrik i Alvik, där Monténs fabrik låg sedan 1864. Verksamheten vid Barnängens Tekniska Fabrik flyttades 1930 från Södermalm till en nybyggd modern fabrik i Alvik, sedan bolaget 1928 köpts upp av ett konsortium tillsammans med Tomtens fabrik AB (med bl.a. Tomteskur och Tomtebloss) i Gårda i Göteborg och AB Eneroth & co. i Göteborg.

### 1950- och 1960-talen
På 1950-talet blev företaget historiskt genom att först i världen införa den moderna tvålprocessanläggningen DeLavals Centripure.  Anläggningen minskade tillverkningstiden avsevärt och gjorde en jämn och fin tvål. I början var tillverkningen ett krävande arbete och det tog upp till tio dagar innan tvålen blev klar.
År 1955 blev Barnängen först i världen med en högeffektiv anläggning för tvåltillverkning, konstruerad av Fredrik Palmqvist på Separator. Tillverkningen flyttade från Alvik 1989.
På 1950- och 1960-talen fortsatte Barnängen sin expansion. Man startade utbildningar för både privatpersoner och butikspersonal i hudvård och makeup.

### Shantungskolan startade

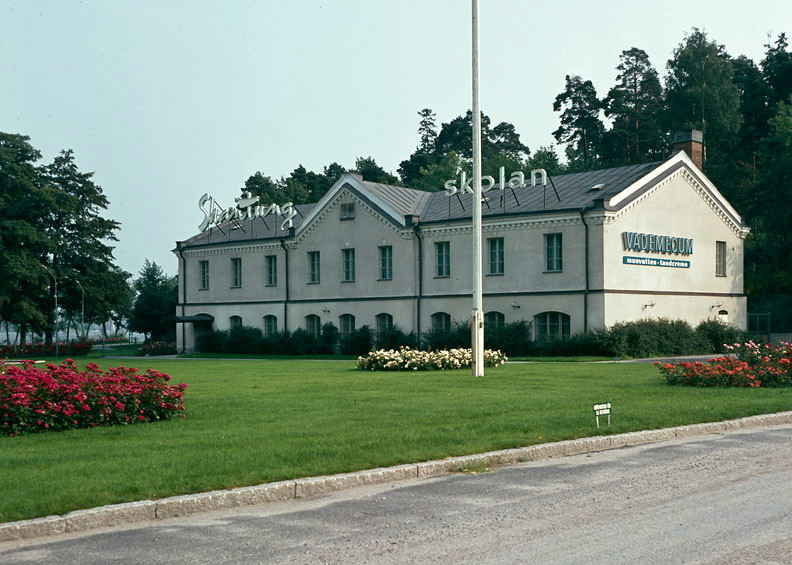
Shantungskolan i direktörsvillan vid Barnängens fabriker.

På 1950-talet, ungefär samtidigt som den moderna tvålprocessanläggningen startade vid Barnängen, startade man egen skönhetsskola, den omtalade Shantungskolan, i direktörsvillan vid Barnängens fabriker. Den riktade sig främst till demonstratriser av fabrikens produkter och butiksbiträden men blev så populär att en del kvinnor från andra branscher, såsom kontorister, mannekänger och flygvärdinnor, smög sig in på utbildningarna, vilket ledde till att allmänheten i slutet av 1950-talet fick tillgång till en åtta månader lång kosmetologutbildning. Skolan fick stor betydelse för tidens tankar kring skönhetsideal, hygien och hälsa, och den förespråkade den naturliga skönheten, snarare än den alltför påmålade.  
På 1960-talet tillkom även produktion från Henrik Gahns AB i Uppsala. 1978 köptes Liljeholmens Stearinfabriks AB. En ny produktionsanläggning uppfördes senare i Ekerö utanför Stockholm. 1983 invigdes Barnängens nya fabrik på Ekerö av kungaparet. Under denna tid lanserades också "Barnängen Creme", sedermera Barnängens hårvård med schampo och balsam. Barnängen ägdes under lång tid av KemaNord (senare KemaNobel), men förvärvades 1992 av tyska Schwarzkopf. Sedan Schwarzkopf 1995 förvärvades av Henkel ingår Barnängen i Henkel Norden AB. 
Henkel Norden AB avyttrade därefter fabriken i Ekerö till före detta anställda vid Barnängen som senare sålde den till Oriflame. Henkel har avyttrat delar av Barnängens sortiment.
Barntvålen tillverkas inte längre i Sverige.Fabriken i Ekerö är nedlagd. Barntvålen tillverkas i Grekland.

## Kända produkter
Gemensamt för tillverkningen av alla produkter är att det är milda produkter med naturliga ingredienser. 
- Barnängens fasta barntvål började tillverkas 1873 och produceras fortfarande, men receptet har förändrats genom åren.[8]
- Björnklister, ett kontorslim med doft av mandel.[9]
- Munvattnet Vademecum, lanserat 1897, har avyttrats till kosmetikatillverkaren Hardford.

Mocca-crème, 1900-talets början - Hallwylska museet